# د ویت (میزوری)
د ویت (به انگلیسی: De Witt) یک شهر در ایالات متحده آمریکا است که در شهرستان کرول، میزوری واقع شده‌است. د ویت ۰٫۶۲ کیلومتر مربع مساحت و ۱۲۴ نفر جمعیت دارد و ۲۲۶ متر بالاتر از سطح دریا واقع شده‌است.